# Jazmin Sawyers
Jazmin Jayne Sawyers (Stoke-on-Trent, 21 de mayo de 1994) es una deportista británica que compite en atletismo, especialista en la prueba de salto de longitud.
Ganó dos medallas en el Campeonato Europeo de Atletismo, plata en 2016 y bronce en 2022, y una medalla de oro en el Campeonato Europeo de Atletismo en Pista Cubierta de 2023.
Participó en dos Juegos Olímpicos de Verano, Río de Janeiro 2016 y Tokio 2020, ocupando en ambas ocasiones el octavo lugar en su especialidad.

## Palmarés internacional
| Campeonato Europeo                   | Campeonato Europeo       | Campeonato Europeo | Campeonato Europeo |
| Año                                  | Lugar                    | Medalla            | Prueba             |
| ------------------------------------ | ------------------------ | ------------------ | ------------------ |
| 2016                                 | Ámsterdam (Países Bajos) | Medalla de plata   | Salto de longitud  |
| 2022                                 | Múnich (Alemania)        | Medalla de bronce  | Salto de longitud  |
| Campeonato Europeo en Pista Cubierta |                          |                    |                    |
| Año                                  | Lugar                    | Medalla            | Prueba             |
| 2023                                 | Estambul (Turquía)       | Medalla de oro     | Salto de longitud  |